# Tomás Osvaldo González Morales

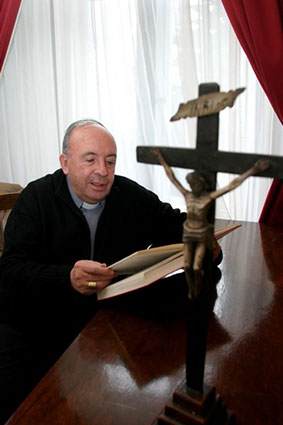
Tomás Osvaldo González Morales (2017)

Tomás Osvaldo González Morales SDB (* 20. April 1935 in Santiago de Chile; † 12. Februar 2022 ebenda) war ein chilenischer Ordensgeistlicher und römisch-katholischer Bischof von Punta Arenas.

## Leben
Tomás Osvaldo González Morales trat der Ordensgemeinschaft der Salesianer Don Boscos bei und empfing nach seiner theologischen Ausbildung am 11. Februar 1963 die Priesterweihe.
Paul VI. ernannte ihn am 28. März 1974 zum Bischof von Punta Arenas. Der Erzbischof von Santiago de Chile Raúl Kardinal Silva Henríquez SDB weihte ihn am 27. April desselben Jahres zum Bischof; Mitkonsekratoren waren Sotero Sanz Villalba, Apostolischer Nuntius in Chile, und Sergio Valech Aldunate, Weihbischof in Santiago de Chile. Er berief die erste Synode von Punta Arenas (1979) ein und war Teilnehmer der Generalkonferenz des lateinamerikanischen Episkopats in Puebla (1979) sowie der Bischofssynode in Rom (1983) teil. In den Jahren der Pinochet-Diktatur war er unermüdlicher Verteidiger der Menschenrechte und ein Seelsorger der Verfolgten und ihrer Familien.
Am 4. März 2006 nahm Papst Benedikt XVI. seinen Rücktritt aus gesundheitlichen Gründen an. Er starb am 12. Februar 2022 im Alter von 87 Jahren an den Folgen einer COVID-19–Erkrankung.